# Novell DOS
Novell DOS, sistema operativo para computadoras personales clónico del MS-DOS creado originalmente por Digital Research con el nombre de DR DOS.
En 1991 Novell Corporation adquirió Digital Research y durante algún tiempo lo vendió como Novell DOS 7. Tras una reestructuración de Novell y ya que el producto se había vuelto poco atractivo, lo vendieron a Caldera.
Véase el artículo principal sobre DR-DOS.
- Datos: Q3345389